# NGC 1672
NGC 1672 est une galaxie spirale barrée située dans la constellation de la Dorade. NGC 1672 a été découverte par l'astronome écossais James Dunlop en 1826.

## Caractéristiques
NGC 1672 est une galaxie active de type Seyfert. La classe de luminosité de NGC 1672 est II et elle présente une large raie HI.

### Distance
Sa vitesse par rapport au fond diffus cosmologique est de 1 348 ± 3 km/s, ce qui correspond à une distance de Hubble de 19,9 ± 1,4 Mpc (∼64,9 millions d'al).
À ce jour, sept mesures non basées sur le décalage vers le rouge (redshift) donnent une distance de 11,809 ± 1,421 Mpc (∼38,5 millions d'al), ce qui est à l'extérieur des valeurs de la distance de Hubble. Puisque cette galaxie est relativement rapprochée du Groupe local, il est probable que cette valeur soit plus près de la distance réelle de NGC 1672. Notons que c'est avec la valeur moyenne des mesures indépendantes, lorsqu'elles existent, que la base de données NASA/IPAC calcule le diamètre d'une galaxie.

### Luminosité dans l'infrarouge
La luminosité de la galaxie NGC 1672 dans l'infrarouge lointain (de 40 à 400 µm)  est égale à 2,88 × 1010 {\displaystyle L_{\odot }} (1010,46{\displaystyle L_{\odot }}) et sa luminosité totale dans l'infrarouge (de 8 à 1 000 µm) est de 3,89 × 1010 {\displaystyle L_{\odot }} (1010,59{\displaystyle L_{\odot }}).

## Morphologie
Le centre de la galaxie renferme une barre centrale dont la brillance de surface est élevée. Quatre bras spiraux partent des extrémités de cette barre vers l'extérieur. Ces bras spiraux sont asymétriques. Le bras de la région nord-est est significativement plus brillant que celui qui lui est opposé (voir l'image DSS). On estime que la longueur de la barre centrale de NGC 1672 est d'environ 20 kpc (65 000 années-lumière). Des lignes de champ magnétique font un angle prononcé par rapport à la barre et elles sont tournées vers le centre de la galaxie. Les bras spiraux renferment de nombreuses régions de formation d'étoiles dont certains couvrent même une région aussi grande que 4 secondes d'arc.

### Un disque entourant le noyau
Grâce aux observations du télescope spatial Hubble, on a détecté un disque de formation d'étoiles autour du noyau de NGC 1672. La taille de son demi-grand axe est estimée à 420 pc (~1370 années-lumière).

## NGC 1672, une galaxie active
D'intenses ondes radio sont émises par le bulbe de NGC 1672 ainsi que par sa barre et par les régions internes des bras spiraux. Le noyau de NGC 1672 est de type Seyfert et il est parsemé de région à sursauts de formation d'étoiles.

## Le noyau de NGC 1672
La classification du noyau de NGC 1672 est incertaine. Selon la nature du spectre, le noyau de la plupart des galaxies entre dans l'une de ces trois catégories :
- une région HII dont le spectre est semblable à celui des régions de formation d'étoiles de la Voie lactée ;
- un noyau de type Seyfert qui peut contenir un trou noir supermassif ;
- un noyau de type LINER (acronyme de l'expression anglaise Low-Ionization Nuclear Emission-line Region) dont les raies spectrales des gaz faiblement ionisés proviennent soit de régions de formation d'étoiles, soit d'un trou noir supermassif.

Cependant, NGC 1672 est l'une des nombreuses galaxies rapprochées qui ne cadrent pas avec cette classification. Son spectre semble être intermédiaire entre ces trois classes. On pourrait y trouver à la fois des régions de formation d'étoiles et un noyau actif alimenté par un trou noir central. Dans certaines parties du spectre électromagnétique (comme l'ultraviolet), les régions de formation d'étoiles sont la source première des émissions.

## Groupe de NGC 1672
On a d'abord cru que NGC 1672 était un membre du groupe de la Dorade, mais cette appartenance a plus tard été rejetée. NGC 1672 est plutôt la plus grosse et la plus brillante d'un groupe de galaxies qui porte son nom. Le groupe de NGC 1672 renferme au moins 9 galaxies. Selon un article publié par A.M. Garcia en 1993, le groupe de NGC 1672 comprend 8 galaxies, soit NGC 1672, NGC 1688, NGC 1703, et les galaxies 85-14, 85-30, 118-34, 119-16 et 158-3 du catalogue ESO. Le site « Un Atlas de l'Univers » de Richard Powell mentionne aussi l'existence de groupe, mais en incluant seulement les galaxies du catalogue NGC. Toutefois, on y retrouve une quatrième galaxie de ce catalogue, soit NGC 1824.

## Galerie

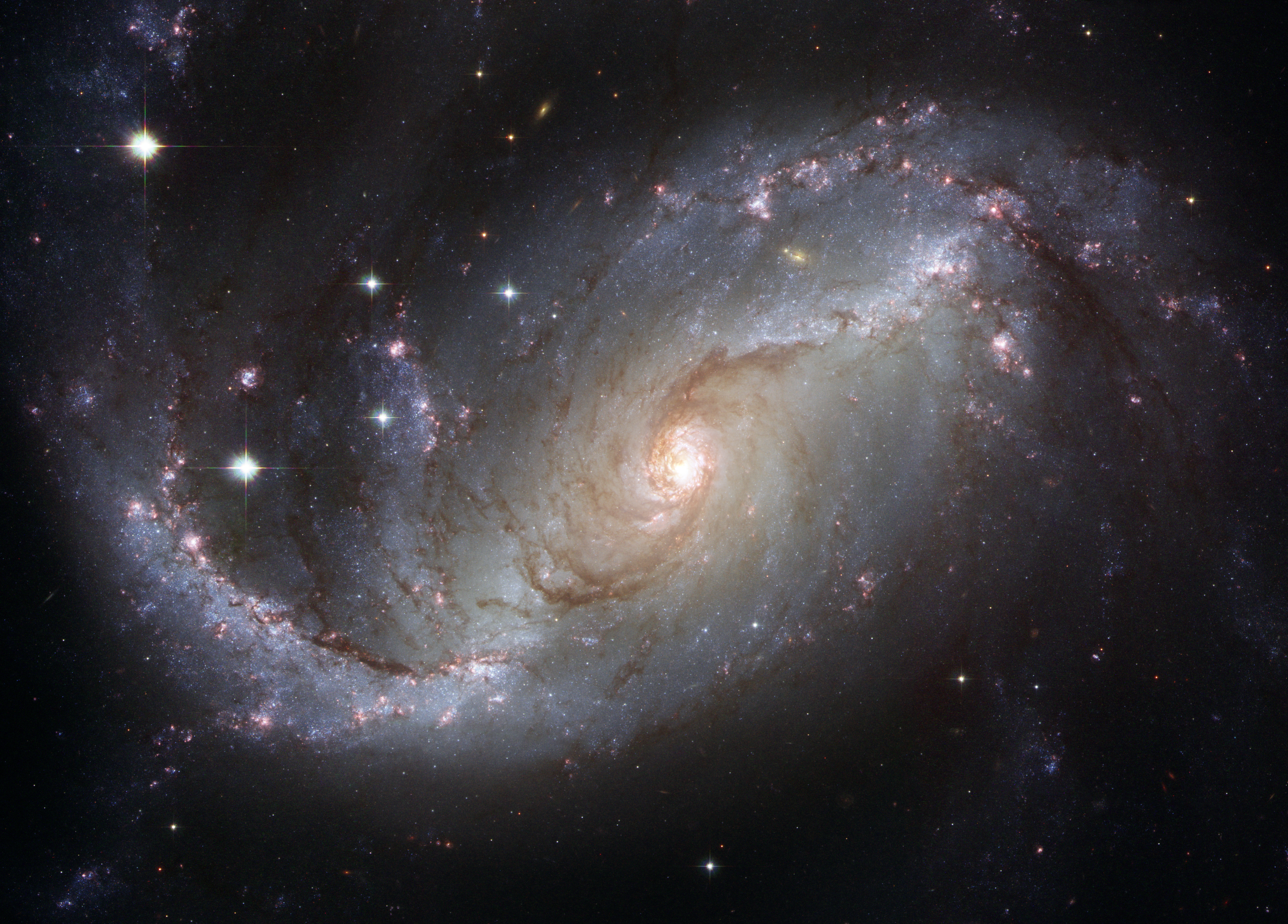
Image en haute résolution captée par le télescope spatial Hubble.
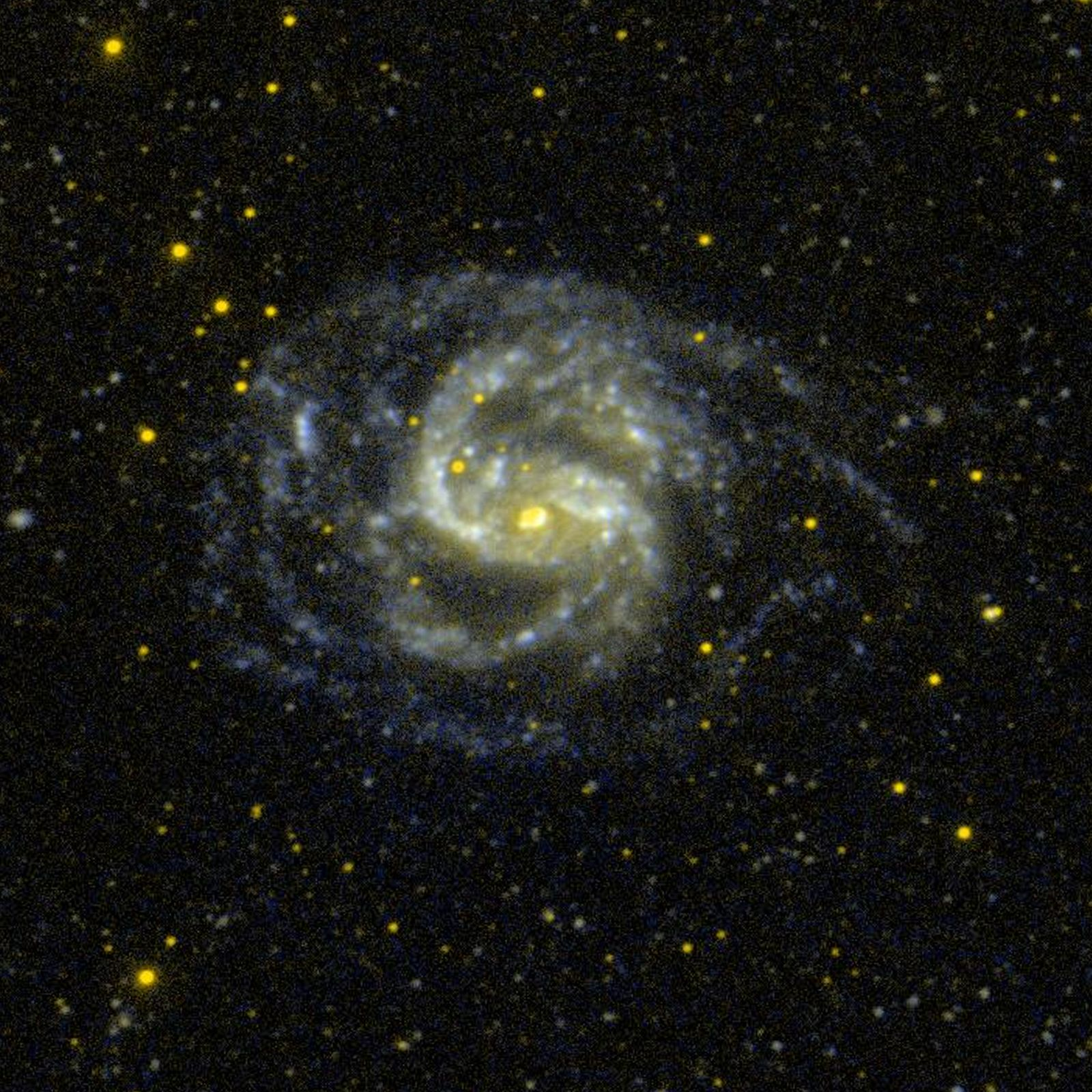
Image dans le domaine de l'ultraviolet réalisée avec les données du télescope spatial GALEX.
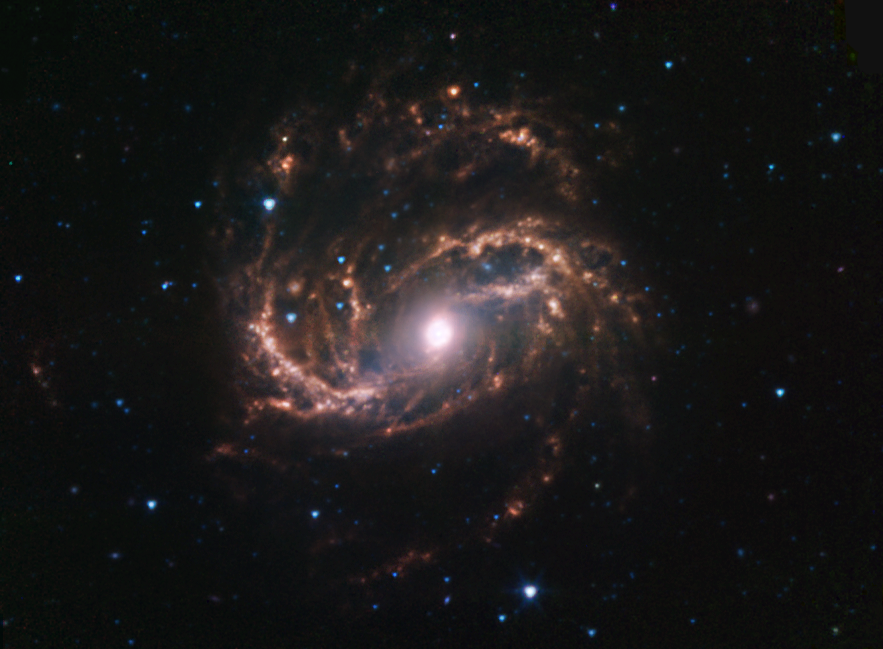
Image dans le domaine de l'infrarouge réalisée avec les données du télescope spatial Spitzer.